# Thomas Dekker
Thomas Dekker (Londres, c. 1572 — Clerkenwell, 25 de agosto de 1632) foi um dramaturgo inglês.
A primeira notícia sobre o escritor data de 1598, quando aparece no Jornal de Philip Henslowe; na tal data se achava ao serviço da companhia teatral do Lord Almirante, para a qual escreveu dez dramas e colaborou em trinta entre 1598 e 1602. Apesar de sua abundante produção cênica, viveu una existência precária e esteve na prisão por dívidas entre 1613 e 1618. Em uma polêmica literária surgida entre John Marston e Ben Jonson se manifestou partidário do primeiro, e o ataque que o adversário lhe dirigiu com Poestaster lhe fez escrever sua réplica Satiromastix (1601); mas se reconciliaram e chegaram, inclusive, a escrever algumas peças juntos, como The King's Entertainment (1604).